# Peplo (Pseudo-Aristotele)
Il Peplo è un'antologia di epigrammi attribuita ad Aristotele già a partire da Porfirio, ma oggi unanimemente rigettata come pseudo-aristotelica.

## Struttura
Peplo in senso letterario significa, in generale, una raccolta di brevi pezzi occasionali e, di solito e più particolarmente, una raccolta di epitaffi o epigrammi che descrivono le imprese di personaggi famosi. Anche se il Peplo non è non elencato nelle opere di Aristotele conservate da Diogene Laerzio, lo si trova nella Vita Menagiana.
Si tratta di una raccolta anonima di 48 epitaffi per eroi mitici, tutti in distici tranne uno - una quartina su Aiace.
Tuttavia, secondo Eustazio , l'opera non era solo una silloge di epigrammi, ma un'opera in prosa che conteneva le genealogie dei capi achei a Troia, il numero di navi per ciascuno e epigrammi su di loro; altre testimonianze confermano che consistesse in qualcosa di più del semplice catalogo di eroi. Esso avrebbe, infatti, anche incluso un elenco dei principali festival greci nell'ordine della loro fondazione, iniziando con le Panatenee ateniesi e di Eleusi.

## Edizioni
L'opera dovette subito entrare nel circuito delle opere pseudo-aristoteliche, tanto da influenzare anche i romaniː un rapporto tra le Imagines di Varrone e il Peplo era già stato riconosciuto, ad esempio, da Cicerone, mentre, nella tarda antichità, Ausonio tradusse gli epigrammi per gli eroi troiani nei suoi Epitaphia Heroum.
La prima menzione moderna del Peplo come di Aristotele si trova in un opuscolo edito da Willem Canter nel 1566 a Basilea, traduzione in latino di un gruppo di epitaffi per eroi greci e troiani caduti nella guerra di Troia e pubblicati per la prima volta da Henry Estienne alla fine della sua edizione dell'Antologia greca dello stesso anno (Parigi, Stephanus, 1566). Estienne non aveva indicato un autore di questi quarantadue distici, ma Canter affermava che fossero di Aristotele.
Dopo Canter ci furono diversi riferimenti al Peplo, incluso nell'edizione di Estienne del Certamen Homeri et Hesiodi (Ginevra, 1573). Daniel Heinsius pubblicò un'edizione nel 1613 e vi fu un'edizione nel 1798, curata da Gottlob Heyne con un altro saggio di Brunck.